# WASP-9b
WASP-9b는 2008년 발견된 외계 행성이다. 이 행성은 지구에서 약 450광년 떨어진 곳에 있으며, 황색 왜성 WASP-9의 주위를 돌고 있다.

## 물리적 특징
이 행성의 질량은 목성의 2.69배이며, 반지름은 목성보다 22퍼센트 크다. 어머니 항성과의 거리는 0.0333 천문단위이며, 항성을 한 바퀴 도는 데 걸리는 시간은 2일이다. 항성과의 거리로 계산한 WASP-9b의 상층부 대기 온도는 1,600 켈빈에 이른다.

## 참고 문헌
- https://web.archive.org/web/20120307000706/http://www.superwasp.org/wasp_planets.htm
- https://web.archive.org/web/20100408024941/http://exoplanet.eu/planet.php?p1=WASP-9&p2=b